# Luís Reis
Luís Abdenago dos Reis (São Luís do Maranhão, 31 de março de 1926 — Rio de Janeiro, 9 de fevereiro de 1980) foi um compositor e pianista brasileiro.
Aos seis anos de idade mudou-se com a família para o Rio de Janeiro. Considerado um dos maiores boêmios do Rio nos anos 1960 e 1970, Luis era uma figura sempre presente em todos os bares de piano da Zona Sul carioca. Era conhecido nos meios artísticos pelo apelido de Cabeleira.

## Biografia
Iniciou sua carreira profissional em 1943, em Belo Horizonte, inicialmente como pandeirista e depois como pianista do conjunto Dazinho.
Tocava também bateria e violão.
Em seguida, integrou o conjunto Zé do Pistom, apresentando-se em cabarés e escolas de dança. Em 1944, voltou para o Rio de Janeiro, participando, como pianista, do programa Hora do Guri, da Rádio Mauá, época na qual começou a trabalhar como redator de jornal.
Em 1962, gravou seu primeiro LP solo Samba de balanço.
Entre seus parceiros destacam-se Haroldo Barbosa, Nássara e Luis Antonio.
Luis Reis foi um dos "inventores" do chamado Sambalanço, uma espécie de fusão entre o samba de gafieira e a bossa, juntamente com João Roberto Kelly, Denis Brean, Hianto de Almeida e Ed Lincoln entre outros.
Entre as composições mais famosas estão Palhaçada ( também conhecida como Cara de palhaço), Tudo É Magnífico, Fiz o Bobão, Nossos Momentos, Canção da Manhã, Notícia de Jornal, Moeda Quebrada (todas com Haroldo Barbosa), O Leite das Crianças (com Pedro Caetano), e O Bloco dos Sujos.

## Discografia
- 1962 Samba de balanço - Philips
- 1965 Samba a quatro mãos. (com João Roberto Kelly) - RCA